# 王懋中 (萬曆進士)
王懋中（1537年—？），字惟一，號望菴，江西建昌府南城縣人，民籍，明朝政治人物、進士出身。

## 生平
嘉靖四十年（1561年）辛酉科江西鄉試第九十五名，萬曆二年（1574年）甲戌科會試第四十三名，登三甲第一百八十四名進士。授廣西桂林府臨桂縣知縣，升廣東潮州府同知。

## 家族
曾祖王天錫；祖父王大倫；父王國顯。母夏氏；繼母黃氏。慈侍下。